# Аеродром Палма де Мајорка
Аеродром Палма де Мајорка (шп. Aeropuerto de Palma de Mallorca, кат. Aeroport de Palma de Mallorca) је међународни аеродром Палма де Мајорке, главног и највећег града Балеарских острва, аутономне покрајине Шпаније и велике туристичке регије на западу Средоземља. Аеродром је смештен 8 km источно од града, у средишњем делу острва Мајорка.
Аеродром Палма де Мајорке је међу најпрометнијима у Шпанији - 2022. године кроз њега је прошло преко 28 милиона путника. Велики удео путника су туристи који посећују град и околна летовалишта на Средоземном мору.
На аеродрому је авио-чвориште за неколико авиопревозника: „Ер Еуропа”, „Изиџет”, „Јуровингс”, „Џет2”, „Рајанер” и „Вуелинг”.